# Chronicles of Perversion
Chronicles of Perversion är det fjärde fullängds studioalbumet av det norska death metal-bandet Kraanium. Albumet utgavs 2015 av skivbolaget Comatose Music.

## Låtförteckning
1. "Rock Filled Orifice" – 4:15
2. "Human Skin Fuck Doll" – 3:15
3. "Hung by Your Entrails" – 3:10
4. "Destined for Surgical Defilement" – 3:44
5. "Evisceration of Pre-Teen Cadavers" – 4:09
6. "Chronicles of Perversion" (instrumental) – 3:11
7. "Acid Cumbustion" – 3:12
8. "Rusty Knife Defloration" – 3:18
9. "Fermented Uteral Mastication" – 3:16
10. "Sodomize Her Headless Corpse" – 3:38
11. "Revisitate to Mutilate" – 4:52

Text och musik: Kraanium

## Medverkande
Musiker (Kraanium-medlemmar)
- Vidar Ermesjø – gitarr
- Mats Funderud – gitarr
- Ian Slemming – basgitarr
- Martin Funderud – sång

Bidragande musiker
- Matthew Green – trummor
- Tony Tipton – sologitarr (spår 6)
- Jason Varlamos – gitarr
- Larry Wang – sång (spår 11)
- Sergey Godfrey – sång (spår 3)

Produktion
- Vidar Ermesjø – ljudtekniker, ljudmix
- Ian Slemming – ljudtekniker (basgitarr)
- Mats Funderud – ljudtekniker (gitarr)
- Martin Funderud – ljudtekniker (sång)
- Tony Tipton – ljudmix, mastering
- GMF Design – omslagsdesign
- Marco Hasmann– omslagskonst
- Christian Wulf – logo
- Donhead – logo
- Gorka Photography – foto
- Paul Jones Photography – fot